# At the Royal Albert Hall with the Royal Philharmonic Orchestra Part 2
Live at the Royal Albert Hall with the Royal Philharmonic Orchestra Part 2 es un disco en vivo de la banda de rock progresivo británica Renaissance, lanzado en 1997. La parte uno fue lanzada también ese mismo año.
Al igual que la primera parte, el álbum recoge material en vivo del año 1977 grabado en el Royal Albert Hall de Londres, como parte de la gira del disco Novella. La Royal Philharmonic Orchestra es dirigida por Harry Rabinowitz.
La única excepción es la canción "Prologue", que fue grabada en 1979 en el Convention Center en Asbury Park, Nueva Jersey. También se incluye un nuevo tema de estudio llamado "You" grabado en el año 1983.
El guitarrista del grupo Michael Dunford comentaría sobre este trabajo ""no se parece en nada al álbum del Carnegie Hall, es un poco más tosco y te da una sensación real del show en vivo".

## Lista de canciones
1. "Running hard" (10:33) 
2. "Midas man" (4:33) 
3. "Mother Russia" (10:01) 
4. "Touching once (is so hard to keep)" (10:13)
5. "Ashes are burning" (28:02)
6. "Prologue" (9:02)
7. "You" (8:21)

## Integrantes
- Annie Haslam - voz principal
- Michael Dunford - guitarra acústica, coros
- John Tout - teclados
- Jon Camp - bajo eléctrico, coros
- Terence Sullivan - batería, percusiones

Músicos invitados:
- Royal Philharmonic Orchestra dirigida por Harry Rabinowitz

Letras:
- Betty Thatcher